# Серро, Мишель
Мише́ль Серро́ (фр. Michel Serrault; 24 января 1928, Брюнуа, Франция — 29 июля 2007, Онфлёр, Франция) — французский актёр.

## Биография
Комические роли играл ещё в лицейском театре. По окончании лицея учился в Драматическом центре на улице Бланш в Париже, пытался поступить в Консерваторию драматического искусства, но не был принят. Театральную карьеру Серро начал в качестве актёра и певца в труппе Робера Дери и Колетт Броссе. В 1952 году состоялось его знакомство с (Жаном Пуаре), в дуэте с которым Серро с огромным успехом работал в кабаре-театре, разыгрывая авторские комедийные скетчи.
Первые кинороли Мишеля Серро были в основном продолжением его работы в кабаре: вместе с Дери он играет в комедиях «Ax, прекрасные вакханки!» и «Прекрасная американка», с Пуаре — в «Убийцы и воры», подыгрывает де Фюнесу в лентах «Под светом луны в Мобёже», «Мы поедем в Довиль», «Цепная реакция (Карамболь)», «…И в сырую землю лечь». Многочисленные острохарактерные роли едва не сделали его пленником одной комедийной маски. Однако, от роли к роли оттачивая мастерство, Серро к середине 1970-х достигает уровня игры, который находит признание не только у зрительской аудитории, но и у коллег по профессии. Настоящим триумфом Серро-комика становится роль трансвестита Заза, сыгранная им в спектакле «Клетка для чудиков», а затем — и в одноимённом фильме. Придуманный и поставленный Жаном Пуаре в 1973 году спектакль о немолодой голубой парочке выдержал 900 представлений и собрал в общей сложности 1,8 миллиона зрителей. В 1978 году «Клетку» перенёс на экран Эдуар Молинаро, заменив Пуаре в роли «мужа» Заза на Уго Тоньяцци. Лента имела колоссальный успех, номинировалась на «Оскар», а Серро получил за неё свой первый «Сезар». Позже были сняты два сиквела этой популярной комедии, причём за «Клетку для чудиков»—2 актёра вновь выдвигали на «Сезар».
В конце 1970-х Серро решительно выходит за рамки комедийного жанра, начиная играть в психологических и криминальных драмах характеры на грани психопатологии. Актёра теперь интересуют персонажи с «двойным дном»: добропорядочный обыватель, столкнувший свою жену в окно («Орёл или решка») или «присвоивший» себе чужую, пользуясь её амнезией («Приготовьте носовые платки»), блистательный нотариус, сознающийся в убийстве, которого не совершал («Под предварительным следствием», второй «Сезар» Серро). Возможно, одной из причин смены амплуа стала неизмеримая личная боль, пережитая в это время актёром: Серро женат на женщине, которую встретил ещё в конце 40-х, у них было две дочери — Натали и Каролина, и в 1977 году Каролина в возрасте 19 лет погибла в автокатастрофе.
Несмотря на преклонный возраст, Серро продолжал активно работать в кино и в 1990-е, и в начале нового века. Количество сыгранных им киноролей приближается к 150. В 1995 году он получил своего третьего «Сезара» за роль в фильме Клода Соте «Нелли и господин Арно».
Серро умер от рака 29 июля 2007 года у себя дома во французском городе Онфлёре. Первоначально похоронен на кладбище в Онфлёре. В 2009 году перезахоронен на кладбище Ансьен (5-й участок) в Нёйи-сюр-Сен вместе с дочерью Каролиной и женой Нитой.

## Фильмография
- 2007 — Семена смерти / Pars vite et reviens tard
- 2006 — Скупой / L’avare (ТВ)
- 2006 — Вивальди, принц Венеции / Antonio Vivaldi, un prince à Venise
- 2006 — Месье Леон / Monsieur Léon (ТВ)
- 2006 — Доброволец / Le bénévole
- 2006 — Дети края / Les enfants du pays
- 2005 — Скандал! / Grabuge!
- 2005 — Счастливого Рождества / Joyeux Noël
- 2004 — Новый отказ / Les nouveaux refus (короткометражка, играет самого себя)
- 2004 — Не бросайте трубку / Ne quittez pas! (озвучка)
- 2004 — Вредный Альбер / Albert est méchant
- 2003 — Проныра / Le furet
- 2003 — Дело Доминичи / L’affaire Dominici (ТВ)
- 2002 — 24 часа из жизни женщины / 24 Heures De La Vie D’une Femme
- 2002 — Безумие людей / Vajont / La Folie des hommes
- 2002 — Бабочка / Le papillon
- 2001 — Вайонт[итал.]
- 2001 — Бельфегор - призрак Лувра / Belphégor, le fantôme du Louvre
- 2001 — Одна ласточка приносит весну / Une Hirondelle a Fait Le Printemps
- 2000 — Распутник / Le Libertin
- 2000 — Актёры / Les Acteurs
- 1999 — Дети природы / Les Enfants du marais
- 1997 — Le Comédien
- 1997 — Ставки сделаны / Rien ne va plus
- 1997 — Артемизия / Artemisia / Artemisia Gentileschi
- 1997 — Убийца(ы) / Assassin(s)
- 1996 — Безрассудный Бомарше / Beaumarchais, l’insolent
- 1995 — Нелли и месье Арно / Nelly & monsieur Arnaud
- 1995 — Любовь в лугах / Le Bonheur est dans le pré
- 1994 — Бонсуар / Bonsoir
- 1992 — Город на продажу / Ville à vendre
- 1992 — Старая каналья / Vieille canaille
- 1992 — Служба размещения / Room Service
- 1991 — Старая дама, входящая в море / La Vieille qui marchait dans la mer
- 1990 — Доктор Петио/Docteur Petiot
- 1989 — Комедия любви / Comédie d’amour
- 1988 — Здравствуй, страх / Bonjour l’angoisse
- 1988 — Не будите спящего полицейского / Ne réveillez pas un flic qui dort
- 1987 — Ennemis intimes
- 1987 — Сама невинность / En toute innocence
- 1986 — Исцеленный чудом / Le Miraculé
- 1985 — Короли шутки / Les Rois du gag
- 1985 — Умирают только дважды / On ne meurt que deux fois
- 1985 — Клетка для чудиков 3 / La Cage aux folles 3
- 1985 — Свобода, равенство,… / Liberté, égalité, choucroute
- 1984 — Добрый король Дагобер / Le Bon roi Dagobert
- 1984 — Судью на мыло! / A mort l’arbitre!
- 1984 — Такова моя воля / Le Bon Plaisir
- 1982 — Смертельная поездка / Mortelle randonnee
- 1982 — Без пятнадцати два до Рождества Христова / Deux heures moins le quart avant Jésus-Christ
- 1982 — Призраки шляпника / Les Fantômes du chapelier
- 1982 — Les Quarantièmes rugissants
- 1981 — Под предварительным следствием / Garde à vue
- 1981 — Нестор Бурма, потрясающий детектив / Nestor Burma, détective de choc
- 1981 — Малевиль / Malevil
- 1980 — Клетка для чудиков 2 / La cage aux folles 2
- 1980 — Орёл или решка[фр.] Pile ou face / Heads or Tails
- 1979 — Холодные закуски / Buffet froid
- 1979 — Партнёр / L’Associé
- 1979 — Лицо другого/La Gueule de l’autre
- 1978 — Чужие деньги / L’Argent des autres
- 1978 — Приготовьте носовые платки / Préparez vos mouchoirs
- 1978 — Клетка для чудиков / La cage aux folles
- 1978 — Дух семьи / L’Esprit De Famille
- 1977 — Безумства Оффенбаха / Les folies Offenbach
- 1976 — Ситуация сложна, но не безнадёжна / La situation est grave… mais pas désespérée
- 1975 — Красный ибис / L’ibis rouge
- 1975 — Le Roi des bricoleurs
- 1975 — «Операция «Леди Марлен»[фр.]»
- 1975 — Не надо молчать потому, что нечего сказать / C’est pas parce qu’on a rien à dire qu’il faut fermer sa gueule
- 1974 — У савана нет карманов / Un linceul n’a pas de poches
- 1974 — Китайцы в Париже / Les Chinois à Paris
- 1974 — La main а couper
- 1974 — C’est pas parce
- 1973 — Moi y’en a vouloir des sous
- 1973 — Большой переполох / Le Grand bazar
- 1973 — Гаспары / Gaspards, Les
- 1972 — Весь мир прекрасен, весь мир мил / Tout le monde il est beau
- 1972 — Хорошенькое дельце / La Belle affaire
- 1972 — Un meurtre est un meurtre
- 1971 — Пожизненная рента / Le viager.
- 1970 — Со свободой за спиной / La Liberté en croupe
- 1970 — Вечерний крик баклана над джонками / Le cri du cormoran le soir au-dessus des jonques.
- 1969 — Un merveilleux parfum d’oseille
- 1969 — Appelez-moi Mathilde
- 1969 — Ces messieurs de la gachette
- 1968 — A tout casser
- 1967 — Le grand bidule
- 1967 — Le fou du labo: 4
- 1967 — Du mou dans la gachette
- 1967 — Кто в семье хозяин Ces messieurs de la famille
- 1966 — Соратники маргаритки / Les compagnons de la marguerite
- 1966 — Червовый король / Le Roi de cœur / King of hearts
- 1966 — Les enquiquineurs
- 1965 — Le lit а deux places
- 1965 — Le Caïd de Champignol
- 1965 — Bon week-end
- 1965 — La Tête du client
- 1965 — Quand passent les faisans
- 1965 — Les baratineurs
- 1964 — Jaloux comme un tigre
- 1964 — Сто кирпичей и черепица / Cent briques et des tuiles
- 1964 — Маленькое чудовище / Le petit monstre
- 1964 — Les combinards
- 1964 — Я и сорокалетние / Moi et les hommes de 40 ans
- 1964 — Благоприятный случай / La bonne occase / Gelegenheitskauf.
- 1964 — Охота на мужчину / La Chasse а l’homme
- 1963 — Бебер и Омнибус / Bébert et l’Omnibus
- 1963 — Игра в ящик / Des pissenlits par la racine
- 1963 — Цепная реакция / Carambolages
- 1963 — Как вам моя сестра? / Comment trouvez-vous ma soeur?
- 1963 — Les Durs à cuire
- 1962 — Мы поедем в Довиль / Nous irons а Deauville
- 1962 — Как преуспеть в любви / Comment réussir en amour
- 1962 — Отдых воина / Le Repos du Guerrier / Love on a Pillow
- 1962 — Лунный свет в Мобеже / Un clair de lune à Maubeuge
- 1962 — Les vierges
- 1962 — Клементин, дорогая / Clémentine chérie
- 1962 — Le corbeau et le renard / Les Quatre Vérités
- 1961 — Прекрасная американка / La Belle Américaine
- 1961 — La gamberge
- 1960 — Простодушный / Candide ou l’Optimisme du XXe siècle
- 1960 — Моя жена — пантера / Ma femme est une panthère
- 1960 — Француженка и любовь / La Française et l’Amour
- 1959 — Vous n’avez rien à déclarer ?
- 1959 — О, что за мамбо![фр.] / Oh! Qué mambo — Инспектор Сапэн
- 1958 — Messieurs les ronds de cuir
- 1958 — Nina
- 1957 — Ca aussi c’est Paris
- 1957 — Clara et les Méchants
- 1957 — Le Naïf aux quarante enfants
- 1956 — La vie est belle
- 1956 — Убийцы и воры / Assassins et voleurs
- 1956 — La terreur des dames
- 1956 — Ох уж эта девчонка! / Naughty Girl
- 1956 — Adorables Démons
- 1954 — Ах! Эти прекрасные вакханки / Ah! Les belles bacchantes
- 1954 — Дьяволицы / Les Diaboliques

## Награды
- Офицер ордена Почётного легиона (31 декабря 1996 года)
- Командор Национального ордена Заслуг (14 ноября 2002 года)
- Кавалер ордена Сельскохозяйственных заслуг